# Tomas Fryk
Tomas Björn Erik Fryk, född 18 september 1966 i Huddinge, Stockholms län, är en svensk skådespelare.
Fryk fick sitt genombrott 1980 i Kay Pollaks filmatisering av P.C. Jersilds roman Barnens ö. För sin insats i filmen fick Tomas Fryk en halv guldbagge eftersom regissören Kay Pollak bestämde att dela den i två delar.

## Filmografi
- 1980 – Barnens ö
- 1982 – Fonziegänget
- 1983 – Distrikt 5 (TV-serie)
- 1984 – Splittring
- 1985 – On the Loose
- 1986 – Älska mej
- 1986 – Femte generationen (TV-serie)
- 1987 – Nionde kompaniet
- 1990 – Black Jack
- 2001 – Jordgubbar med riktig mjölk
- 2001 – Sprängaren
- 2009 – Beck – I stormens öga